# Alexander, kronprins av Jugoslavien
Alexander II Karađorđević (serbisk kyrilliska: Александар II Карађорђевић), född 17 juli 1945 i London, Storbritannien, är tronpretendent med titeln kronprins av Jugoslavien och Serbien. 
Alexander är den ende sonen och arvingen till den siste jugoslaviske kungen, Peter II och drottning Alexandra, född prinsessa av Grekland och Danmark. Han föddes i svit 212 på Claridge's Hotel i London eftersom hans familj flytt dit efter Nazitysklands ockupation 1941. Enligt traditionen utropade Winston Churchill hotellrummet som en del av Jugoslavien under någon dag, så att prinsen skulle födas på jugoslavisk mark, men det finns inga officiella dokument som visar att det hände. Alexander är sedan 1970 överhuvud för det detroniserade kungliga huset Karađorđević och serbisk tronpretendent. Hans gudmor var drottning Elizabeth II.
Sommaren 1972 gifte sig kronprins Alexander med prinsessan Maria da Gloria av Orléans-Bragança. I äktenskapet föddes tre söner, Peter samt tvillingarna Philip och Alexander.
Alexander och Maria da Gloria skilde sig 1985 och samma år gifte Alexander om sig med Katherine Clairy Batis i Sava Serbian Orthodox Church, Notting Hill, London. Efter bröllopet fick Katherine "titeln" kronprinsessa.
Alexander levde i exil under flera år men är sedan ett antal år åter bosatt i Belgrad, Serbien.

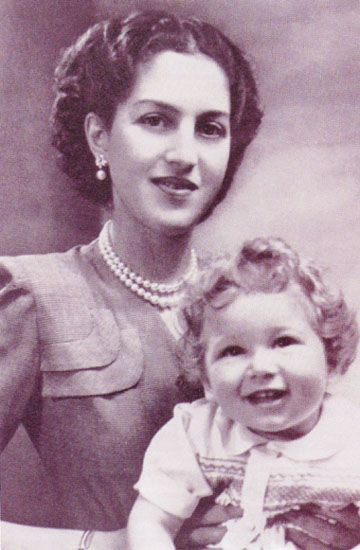
Kronprins Alexander med sin mamma drottning Alexandra 1946
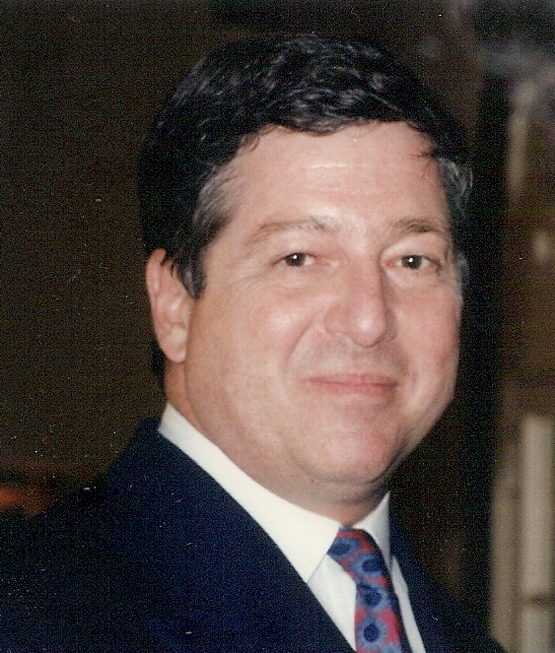
Kronprins Alexander 1992